# Un de la légion
Un de la légion este un film franțuzesc de aventuri de comedie din 1936 regizat de Christian-Jaque și cu Fernandel, Robert Le Vigan⁠(d) și Daniel Mendaille⁠(d) în rolurile principale.
Decorurile filmului au fost proiectate de regizorul artistic Pierre Schild⁠(d). Filmările au avut loc în Marsilia și Sidi Bel Abbès.
Un soț este înrolat accidental în Legiunea Străină Franceză și este trimis să lupte în Algeria.